# Grup topològic

Grup topològic

En matemàtiques, un grup topològic és una terna {\displaystyle (G,T,\cdot )} tal que:
- {\displaystyle (G,T)} és un espai topològic.
- {\displaystyle (G,\cdot )} és un grup (no necessàriament abelià).
- La funció {\displaystyle G\times G\to G} que porta {\displaystyle (x,y)} a {\displaystyle x\cdot y} és contínua.
- La funció {\displaystyle G\to G} que envia cada {\displaystyle x\mapsto x^{-1}} és contínua.

És comú requerir que la topologia sobre {\displaystyle G} sigui T0, ja que tot grup topològic T0 és també regular.
Gairebé tots els objectes que investiga l'Anàlisi matemàtica són grups topològics (usualment amb estructura afegida). Cada grup pot ser convertit trivialment en un grup topològic considerant amb la topologia discreta, en aquest sentit, la teoria dels grups topològics subsumeix a la dels grups ordinaris.